# René Van Bastelaer
René Van Bastelaer (Charleroi, 22 juli 1865 - Brussel, 11 april 1940) was een Belgisch kunsthistoricus. Hij was conservator van het Prentenkabinet van de Koninklijke Bibliotheek van België.

## Biografie
René Van Bastelaer was een zoon van Désiré Van Bastelaer, apotheker en archeoloog. Hij behaalde het diploma van kandidaat in de wijsbegeerte en letteren aan de Katholieke Universiteit Leuven. Hij specialiseerde zich in de graveerkunst. Vanaf 1885 was hij op het Prentenkabinet van de Koninklijke Bibliotheek van België aan de slag. In 1900 werd hij adjunct-conservator. In 1904 volgde hij Henri Hymans als conservator van het Prentenkabinet op. Louis Lebeer volgde hem op. In 1930 ging hij met pensioen. Hij doceerde ook geschiedenis van de graveerkunst op het Institut supérieur d'histoire de l'art et d'archéologie in Brussel.
Hij was gespecialiseerd in Pieter Bruegel de Oude. In 1907 schreef hij samen met Georges Hulin de Loo een monografie over de schilder. Een jaar later schreef hij een catalogus over de prenten van Bruegel.
Van Bastelaer was een goede vriend van schilder Jakob Smits en was zelf als amateurgraveur actief.
Hij werd in 1920 corresponderend lid en in 1936 werkend lid van de Académie royale des sciences, des lettres et des beaux-arts de Belgique. Verder was hij lid van de Koninklijke Commissie voor Monumenten en Landschappen.

## Selecte bibliografie
- La rivalité de la gravure et de la photographie et ses conséquences. Étude du rôle de la gravure en taille-douce dans l'avenir, Brussel, Académie royale des sciences, des lettres et des beaux-arts de Belgique, 1901-1902
- Peter Bruegel l'Ancien, son oeuvre et son temps, Brussel, Van Oest, 1907. (met Georges Hulin de Loo)
- Les estampes de Peter Bruegel l'Ancien, Brussel, Van Oest, 1908.
- Les dessins de Pierre Bruegel l'Ancien appartenant au Cabinet des estampes de la Bibliothèque royale de Belgique, Brussel, Van Cortenbergh, 1924.